# Sypialnia Gości Królewskich na Wawelu
Sypialnia gości królewskich – jedna z komnat Zamku Królewskiego na Wawelu, wchodząca obecnie w skład ekspozycji Prywatnych Apartamentów Królewskich. W sali tej zachowany jest modrzewiowy strop kasetonowy, portale oraz fryz ścienny (przedstawia głowy ludzkie).
W sali znajdują się dwa arrasy: pierwszy, to wyrób brukselski z poł. XVI w., przedstawia Eliasza przed królem Achabem, drugi jest najstarszym w zbiorach wawelskich gobelinem, ilustrującym Historię rycerza z łabędziem (ok. 1460, warsztat Pasquera Greniera w Tournai we Flandrii dla Filipa Dobrego). Wśród obrazów z kolekcji Lanckorońskich dzieła Simone Martiniego, Bernarda Daddiego i Jacopa del Sellaio. W pomieszczeniu zgromadzono meble włoskie, wśród nich cassapanca oraz skrzynia szufladowa, zw. cassetone. Do pierwotnego przeznaczenia sali nawiązuje późnorenesansowe łoże angielskie z baldachimem. Piec kaflowy z XVIII w. pochodzi z zamku w Wiśniowcu na Wołyniu.